# Rio Dadès
O rio ou uede Dadès, também chamado Assif Dades (em árabe: وادي دادس), é um rio (ou uádi/uede) muito sazonal do sul de Marrocos e um dos dois afluentes principais que formam o rio Drá.
O rio Dadès nasce no Alto Atlas, no vale de M'Semrir e em seguida vira para sul, atravessando as célebres Gargantas do Dadès e irrigam Boumalne Dadès. A partir daí, o rio segue para ocidente, entre as cordilheiras do Alto Atlas e do Antiatlas. Recebe depois em Kelaat-M'Gouna as águas do uede Ouarzazate, cujas águas drenam o maciço do M'Goun. No trecho onde atualmente se encontra a albufeira da barragem de El Mansour-Eddahbi, une-se ao rio Imini, formando então o rio Drá. O seu vale separa o Alto Atlas do maiço do Jbel Saghro.
O vale do Dadès é uma atração turística importante do sul de Marrocos, pelas suas  aldeias e paisagens pitorescas e pelo contraste entre a vegetação verde e luxuriante das margens e as montanhas áridas em redor. As culturas agrícolas predominantes variam ao longo do vale; destacam-se as macieiras no vale de Msemrir e a jusante é cultivada alfafa, cevada, trigo, amendoeiras, figueiras e tamareiras. A pecuária é também uma atividade importante.
O fluxo do Dadès é altamente sazonal, com picos de cheia entre janeiro e abril, causados pela grande precipitação e fusão das neves. A água é alcalina e a sua temperatura no verão varia entre 23°C e 28°C. A condutividade elétrica da água é relativamente alta.